# Georg Keppler

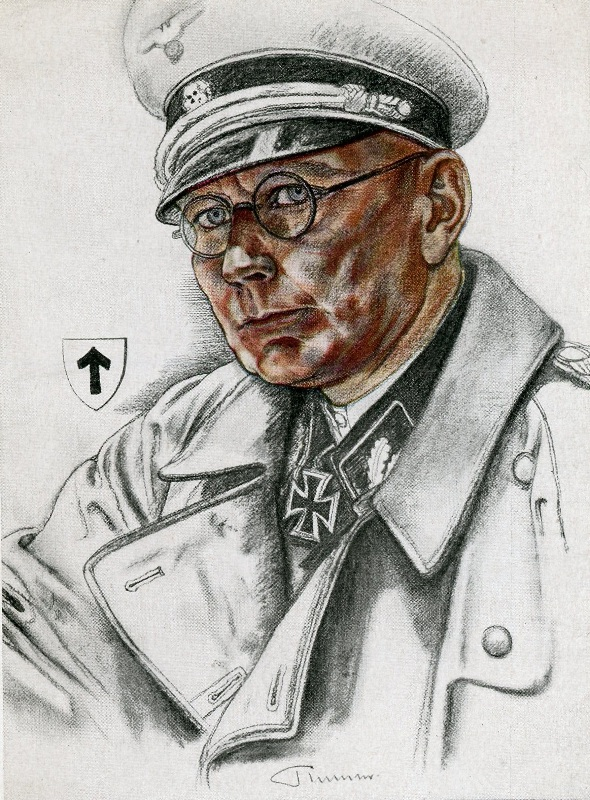
Georg Keppler, Propagandazeichnung des nationalsozialistischen Künstlers Wolfgang Willrich (1940)

Georg Heinrich Keppler (* 7. Mai 1894 in Mainz; † 16. Juni 1966 in Hamburg) war ein SS-Obergruppenführer und General der Waffen-SS. Im Zweiten Weltkrieg befehligte er die 2. SS-Panzer-Division „Das Reich“, die 3. SS-Division „Totenkopf“, das I. SS-Panzerkorps und das III. (germanische) SS-Panzerkorps. Am Kriegsende war Keppler Kommandeur des XVIII. SS-Armeekorps.

## Leben

### Herkunft
Georg war der Sohn des preußischen Oberst a. D. Otto Keppler (* 27. Oktober 1854; † 16. November 1936) und dessen Ehefrau Amalie Elisabeth, geborene Heyke (* 21. Mai 1870).

### Erster Weltkrieg
Nachdem er sein Abitur am Alten Gymnasium Bremen abgelegt hatte, trat Keppler am 28. Februar 1913 als Fahnenjunker in das Füsilier-Regiment „General-Feldmarschall Prinz Albrecht von Preußen“ (Hannoversches) Nr. 73 der Preußischen Armee ein. Von Oktober 1913 bis Mai 1914 wurde er zur weiteren Ausbildung an die Kriegsschule Glogau kommandiert. Nach seiner Rückkehr wurde er am 18. Juni 1914 mit Patent vom 23. Juni 1912 zum Leutnant befördert.
Zu Beginn des Ersten Weltkriegs macht er mit seinem Regiment mobil und kam an der Westfront zunächst als Zug- und Kompanieführer zum Einsatz. Bei St. Quentin wurde er am 29. August 1914 schwer verwundet. Nach Lazarettaufenthalt und Gesundung versetzte man Keppler 1915 zur 39. Infanterie-Brigade. Hier und bei seinem späteren Kommando bei der 19. Reserve-Division hatte er eine Verwendung als Ordonnanzoffizier. Zuletzt diente er als Oberleutnant (ab 16. Oktober 1917) und Regimentsadjutant in seinem Stammregiment. Neben beiden Klassen des Eisernen Kreuzes wurde Keppler mit dem Verwundetenabzeichen in Silber, dem Hanseatenkreuz Hamburg sowie dem Kriegsverdienstkreuz II. Klasse ausgezeichnet.

### Zwischenkriegszeit
Nach dem Krieg erfolgte zunächst seine Übernahme in die Vorläufige Reichswehr und er wurde dem Reichswehr-Infanterie-Regiment 19 zugeteilt. Anfang August 1919 schied er jedoch aus dem Dienst aus und trat als Gruppenadjutant in die Sicherheitswehr Hannover ein. In gleicher Funktion verblieb Keppler auch nachdem die Sicherheitswehr in die nunmehrige Schutzpolizei Hannover aufgegangen war. Als Polizeihauptmann war er in den Jahren 1924–1926 Führer einer Hundertschaft. Aus politischen und persönlichen Gründen schied Keppler zum 1. Juli 1926 aus der Preußischen Polizei aus und er trat zur Landespolizei Thüringen über. Hier war er zunächst bei der Polizeiabteilung Gotha und dann von Januar 1927 bis Mitte Februar 1928 Führer des selbständigen Hundertschaft in Hildburghausen. Bis Ende Juni 1930 folgte seine Verwendung als Referent für Polizeiangelegenheiten, Organisation und Einsatz beim Chef der Landespolizei Thüringen. Dann war Keppler bis 14. November 1933 Kommandeur der Schutzpolizei Jena, wurde zwischenzeitlich am 1. Juli 1931 zum Polizeimajor befördert und übernahm bis 24. Mai 1935 als Kommandeur die Landespolizei-Abteilung Gotha.
Bereits zum 1. Oktober 1930 war Keppler in die NSDAP eingetreten (Mitgliedsnummer 338.211).
Nach insgesamt 14 Jahren in der Polizei entschied er sich, wieder zur Armee zurückzukehren und war kurzzeitig mit dem Dienstgrad als Major vom 24. Mai bis 10. Oktober 1935 im Infanterieregiment 32 tätig. Von dort wechselte er am 10. Oktober 1935 zur SS-Verfügungstruppe (SS-Nummer 273.799). Als SS-Sturmbannführer erhielt er das Kommando über das I. Bataillon der SS-Standarte 1. (10. Oktober 1935 bis 23. März 1937). Nach dem Anschluss Österreichs („Ostmark“) wurde er als SS-Obersturmbannführer am 20. April 1937 mit der Führung der SS-Standarte 3 beauftragt, welche kurz darauf den Ehrentitel „Der Führer“ erhielt und in ein Panzergrenadierregiment umstrukturiert wurde. Am 20. April 1938 wurde er zum SS-Standartenführer ernannt.

### Zweiter Weltkrieg
Im Oktober 1939 wurde das SS-Panzergrenadierregiment 4 „Der Führer“ Teil der SS-Verfügungsdivision. Keppler nahm am Westfeldzug teil, operierte im Balkan und in Russland. Am 13. Mai 1940 wurde er SS-Oberführer. Im August 1940 wurde er von Paul Hausser zum Ritterkreuz des Eisernen Kreuzes vorgeschlagen und als erster Angehöriger der Waffen-SS am 15. August 1940 damit ausgezeichnet. Am 9. November 1940 wurde er zum SS-Brigadeführer und Generalmajor der Waffen-SS ernannt. 
Ostfront

Vom 15. Juli 1941 übernahm er bis zum 21. September 1941 die 3. SS-Division „Totenkopf“, „anschließend in medizinischer Behandlung wegen Verdachts eines Gehirntumors-, während dieser Zeit nominell Kommandeur der SS-Division Nord.“ Am 30. Januar 1942 wurde er zum SS-Gruppenführer und Generalleutnant der Waffen-SS ernannt. Vom 1. April 1942 bis zum 10. Februar 1943 Kommandeur der 2. SS-Panzer-Division „Das Reich“. „Vom Februar 1943 – August 1943 erneut in medizinischer Behandlung. Vom 31. August 1943 – 15. April 1944 Befehlshaber der Waffen-SS in Böhmen und Mähren (Prag). Vom 6. April 1944 – 15. August 1944 Befehlshaber der Waffen-SS in Ungarn (Budapest).“ 
Normandie und Heeresgruppe Nord

Nach der Beförderung zum SS-Obergruppenführer und General der Waffen-SS am 20. April 1944 wurde Keppler am 16. August 1944 (unter Walter Model) Kommandeur des I. SS-Panzerkorps während der Kämpfe in der Normandie. Er befehligte das Korps bis zum 24. Oktober 1944 und wurde ab 30. Oktober 1944 Kommandierender General des III. (germanischen) SS-Panzerkorps an der Ostfront. Keppler führte das Korps nominell bis zum 4. April 1945, war jedoch nach dem Scheitern des deutschen Angriffs auf das Elsass am 12. Januar 1945 an den Oberrhein zum Kommandierenden General des XVIII. SS-Armeekorps berufen worden. Vorübergehend führte er die dort verteidigende 19. Armee.
Oberrhein und Schwarzwald

Nach der Räumung des deutschen Brückenkopfes Elsass Anfang Februar, den Rheinüberquerungen der französischen Armee am 30. auf 31. März bei Speyer und zwei Wochen darauf bei Straßburg wurden Keppler am 14. April 1945 die im südlichen Abschnitt Offenburg bis Basel befindlichen Einheiten der sich auflösenden 19. Armee unterstellt. Nur der Stab des XVIII. SS-A.K. bestand aus SS-Offizieren, die Mannschaften aus Rest-Divisionen der Wehrmacht, Volkssturm, Zollgrenzschutz und Festungstruppen. Entgegen einem Führerbefehl unterband Keppler am 16. April die Verteidigung von Freiburg und zog seine Einheiten quer über den Schwarzwald nach Osten zurück. Bei Blumberg löste er das Korps am 26. April 1945 auf und unternahm mit mehreren tausend Freiwilligen einen erfolgreichen Ausbruch durch einen französischen Riegel. Da der Raum in der Tiefe bis zum Bodensee bereits französisch besetzt war, gerieten die meisten Soldaten danach in Gefangenschaft.
Keppler schlug sich mit einer kleinen Kampfgruppe bis nach Seebruck zu seiner Familie durch, wo er sich am 22. Mai 1945 den US-Streitkräften stellte.

### Nachkriegszeit
Am 26. April 1948 wurde Keppler aus der amerikanischen Kriegsgefangenschaft und Internierung entlassen. Er betätigte sich bis Dezember 1952 als Gemeindeschreiber in Oberbayern und nahm dann seinen Wohnsitz in Hamburg. Hier war er zunächst bis 1954 kaufmännischer Angestellter einer Chemikalienhandlung und dann bis zu seinem Eintritt in den Ruhestand 1961 Prokurist.

## Auszeichnungen
- Eisernes Kreuz (1914) II. und I. Klasse
- Hanseatenkreuz Hamburg
- Braunschweigisches Kriegsverdienstkreuz II. Klasse
- Verwundetenabzeichen (1918) in Silber
- Schlesischer Adler II. und I. Stufe
- Medaille zur Erinnerung an den 13. März 1938
- Medaille zur Erinnerung an den 1. Oktober 1938 mit Spange „Prager Burg“
- Spange zum Eisernen Kreuz II. und I. Klasse
- Ritterkreuz des Eisernen Kreuzes am 15. August 1940[4]
- Medaille Winterschlacht im Osten 1941/42
- Ehrendegen des Reichsführers SS
- Totenkopfring der SS